# Hotel Diablo
Hotel Diablo is het vierde studioalbum van de Amerikaanse rapper Machine Gun Kelly. Het album werd op 5 juli 2019 uitgebracht door Interscope Records.
"Hotel Diablo" bestaat uit vier singles: "Hollywood Whore", "El Diablo", "I Think I'm Okay" (met Yungblud en Travis Barker) en "Glass House". Dit album biedt voor het eerst geen bonusnummers, de drie voorgaande albums van de rapper omvatten die namelijk wel. "Hotel Diablo" telt wel een standaardnummer meer dan de voorgaande albums; een veertiende genaamd "I Think I'm Okay" werd als single uitgebracht op de dag van de release van het album. Machine Gun Kelly brengt op zijn vierde album hulde aan overleden artiesten zoals Mac Miller en Chester Bennington. Een nummer die de release van het album uiteindelijk niet haalde, was een samenwerking tussen de rapper en Lana Del Rey. In Nederland en Vlaanderen bleef het album onder de radar, in de Verenigde Staten haalde het de vijfde positie in de Billboard 200.

## Nummers
1. "Sex Drive" - 2:03
2. "El Diablo" - 2:26
3. "Hollywood Whore" - 3:23
4. "Glass House" (met Naomi Wild) - 3:21
5. "Burning Memories" (met Lil Skies) - 3:36
6. "A Message from the Count" - 0:37
7. "Floor 13" - 3:14
8. "Roulette" - 3:02
9. "Truck Norris Interlude" - 0:52
10. "Death in My Pocket" - 2:59
11. "Candy" (met Trippie Red) - 2:36
12. "Waste Love" (met Madison Love) - 3:16
13. "5:3666" (met Phem) - 3:14
14. "I Think I'm Okay" (met Yungblud en Travis Barker) - 2:49